# Ralf Sievers
Ralf „Colt“ Sievers (* 30. Oktober 1961 in Lüneburg) ist ein ehemaliger deutscher Fußballspieler.

## Karriere
Wie sein Bruder Jörg begann Ralf Sievers seine Karriere beim niedersächsischen Verein SV Eddelstorf im Landkreis Uelzen. Bis 1982 spielte er beim Lüneburger SK (LSK) und führte diesen – zeitweise gemeinsam mit Rainer Zobel – von der 5. in die 3. Liga. Von 1982 bis 1991 absolvierte der Abwehr- und Mittelfeldspieler 232 Spiele in der Fußball-Bundesliga für Eintracht Frankfurt und den FC St. Pauli, in denen er zehn Tore erzielte. Anfang März 1991 erzielte der gelernte Industriekaufmann den 1:0-Siegtreffer der Hamburger im Auswärtsspiel beim FC Bayern München. Der Erfolg des abstiegsbedrohten FC St. Pauli wurde als Sensation aufgefasst. Von 1991 bis 1993 bestritt Sievers für St. Pauli zudem 44 Spiele (1 Tor) in der 2. Fußball-Bundesliga. 1988 war das erfolgreichste Jahr seiner Karriere. Mit Frankfurt gewann er am 28. Mai den DFB-Pokal 1988, im September gehörte er zum Aufgebot der deutschen Mannschaft, die bei den Olympischen Spielen in Seoul die Bronzemedaille gewann. Obendrein schoss Sievers im Trikot der Frankfurter Eintracht im Achtelfinale des Europapokals der Pokalsieger gegen Sakaryaspor jeweils im Hin- und Rückspiel die beiden einzigen Europacup-Tore seiner Laufbahn.
Nach seinem Karriereende als Profi spielte er abschließend wieder beim LSK und schaffte dort erneut den Aufstieg in die 3. Liga. Nach einer kurzen Zeit bei der Lüneburger SV als Trainer, übernahm Sievers als Trainer den LSK, der sich mittlerweile in der 5. Liga wiederfand und nach einer Insolvenz und Fusion mit der Lüneburger SV in FC Hansa Lüneburg umbenannt wurde. Im Januar 2011 übernahm er das Traineramt beim Oberligisten Teutonia Uelzen. Nach dem Abstieg 2011 betreute er die Mannschaft in der Landesliga. Im Herbst 2012 stand sein Bruder Jörg aushilfsweise bei Teutonia im Tor. Am Ende der Saison 2012/13 legte Ralf Sievers das Traineramt in Uelzen nieder.
1981 wurde Ralf Sievers mit der deutschen U-20 in Australien Junioren-Weltmeister neben Mitspielern wie Roland Wohlfarth und Michael Zorc.
Sein Bruder Jörg war als Torwart bei Hannover 96 aktiv und ist dort seit 2003 Torwarttrainer. Im September 2012 gerieten beide in die Schlagzeilen, als Ralf seinen 46 Jahre alten Bruder Jörg reaktivierte und für seinen rotgesperrten Stammtorhüter in einem Landesliga-Punktspiel ins Tor stellte, mit dieser Aktion aber den eigentlichen Ersatztorhüter Maurice Maus des Mannschaftskaders so verärgerte, dass dieser den Verein verließ.
Im September 2015 erreichte er mit dem SV Ilmenau bei der deutschen Meisterschaft der Ü50-Altersklasse in Berlin hinter Arminia Bielefeld den zweiten Platz. Er wurde als bester Spieler ausgezeichnet.

## Privates
Er ist der Bruder von Jörg Sievers (Torwarttrainer und ehemaliger Spieler von Hannover 96). Sein Sohn Jan-André Sievers war ebenfalls Fußballspieler und ist jetzt (August 2024) Co-Trainer beim Sechstligisten TuS Hartenholm.